# Nef

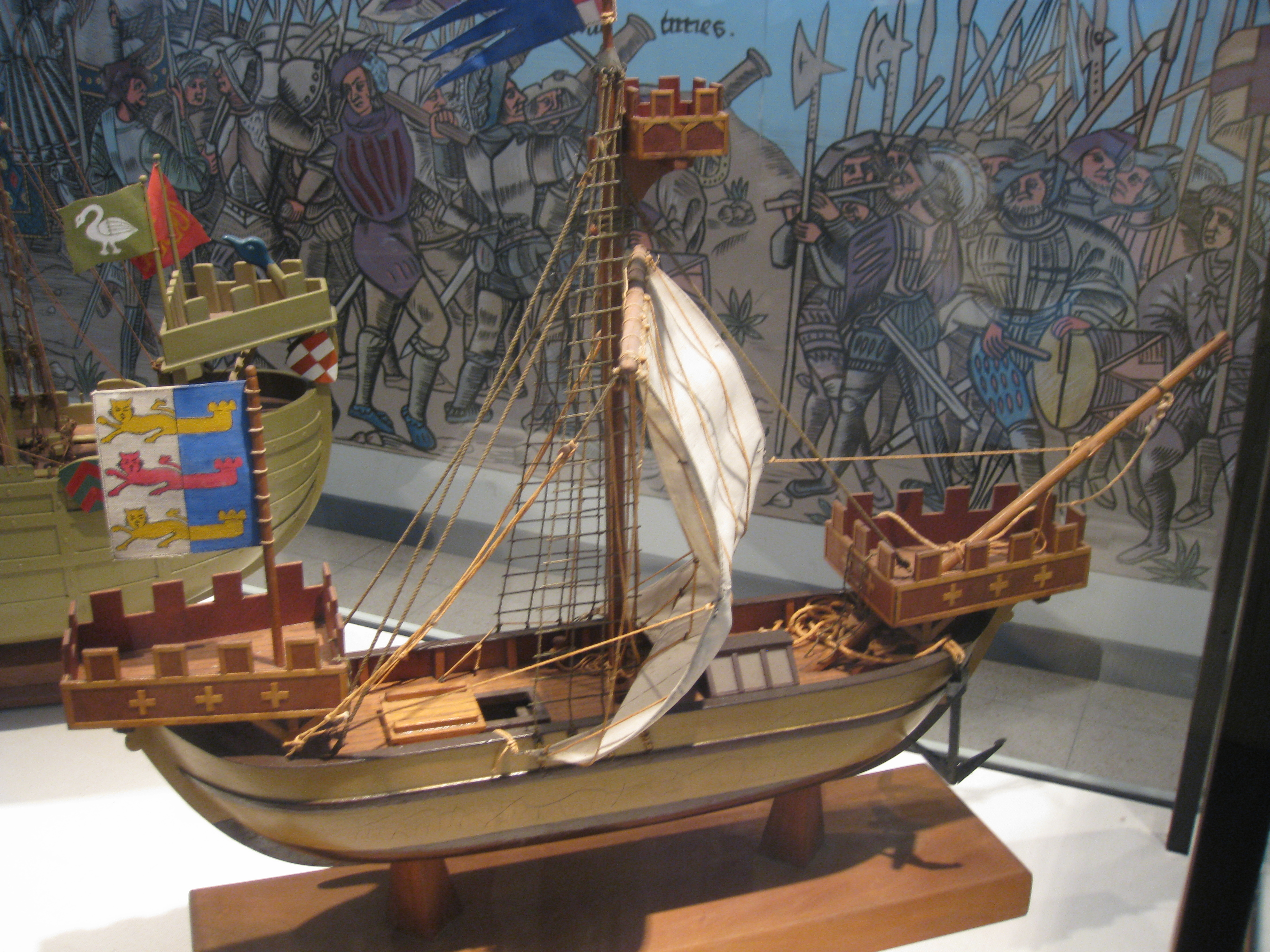
Nef modellje az izraeli Nemzeti Tengerészeti Múzeumban

A nef Észak- és Nyugat-Európa eredetileg kereskedelmi, később hadihajója volt a 12–13. században. Valószínűleg Franciaországból, az ottani knarrból származott, vagyis ez is a viking hajók leszármazottja.
Külsejében hasonlított is rá, de karcsúságát és könnyű súlyát már nem örökölte. Evezői nem voltak, csupán egy nagy kereszt- vagy latinvitorlát hordozott középső árbócán, s az árbócon már az őrkosár is megjelent. A 13. századtól a nef vitorlázata egy újabb árbóccal gazdagodott, úgyhogy a hajó általában két kereszt-, illetve latinvitorlával hajózott. Kormánylapát helyett kormányevezővel volt felszerelve. Aránylag széles hajó volt, hosszúsága 3:1 arányban viszonyult a szélességéhez. A hajó elején (az előfedélzeti részen), valamint a taton, gerendapilléreken nyugvó felépítmények magasodtak, ezek különösen harcászati célokra feleltek meg kitűnően. Belőlük keletkeztek a bástyák, amilyenek a koggékon is voltak. Az első felépítményen átvezetett az orrárbóc, erre függesztették a horgonyt.